# Holoviak Glacier
Holoviak Glacier är en glaciär i Antarktis. Den ligger i Västantarktis. Argentina, Chile och Storbritannien gör anspråk på området. Holoviak Glacier ligger 99 meter över havet.
Terrängen runt Holoviak Glacier är platt åt nordost, men åt sydväst är den kuperad.  Trakten är obefolkad. Det finns inga samhällen i närheten.